# Aeroport de Venècia Marco Polo
L'Aeroport de Venècia Marco Polo (codi IATA: VCE, codi OACI: LIPZ) (en italià: Aeroporto di Venezia Marco Polo) o també anomenat Aeroport de Venècia-Tessera és un aeroport que dona servei a Venècia.
Està localitzat a la frazione de Tessera, a 13 km del centre de la ciutat. L'aeroport va ser batejat amb el nom de Marco Polo, viatger venecià considerat el descobridor europeu de la Xina.
L'Aeroport de Venècia va gestionar 6.868.968 passatgers durant l'any 2010, convertint-se en el cinquè aeroport més transitat d'Itàlia. És operat per SAVE S.p.A., una companyia parcialment pertanyent a les autoritats la qual també opera l'Aeroport de Treviso, on hi operen diverses aerolínies de baix cost.

## Aerolínies i destinacions
| Aerolínies                                                      | Destinacions |
| --------------------------------------------------------------- | --- |
| Aegean Airlines                                                 | de temporada: Atenes                                                                                                  |
| Aer Lingus                                                      | Dublín |
| Aeroflot                                                        | Moscou-Sheremetyevo                                                                                                   |
| Air Corsica                                                     | Marsella |
| Air Europa                                                      | Madrid |
| Air France                                                      | Lió, París-Charles de Gaulle                                                                                          |
| Air Transat                                                     | de temporada: Montréal-Trudeau, Toronto-Pearson                                                                       |
| airBaltic                                                       | Riga |
| Alitalia                                                        | Bari, Brindisi, Catania, Cagliari, Naples, Palerm, Reggio Calabria, Roma-Fiumicino                                    |
| Armavia                                                         | Yerevan |
| Austrian Airlines operat per Tyrolean Airways                   | Viena |
| bmibaby                                                         | de temporada: East Midlands                                                                                           |
| British Airways                                                 | Londres-Gatwick, Londres-Heathrow                                                                                     |
| Brussels Airlines                                               | Brussel·les |
| Carpatair                                                       | Bucarest-Henri Coandă, Budapest, Timişoara                                                                            |
| Cimber Sterling                                                 | de temporada: Copenhagen                                                                                              |
| Croatia Airlines                                                | de temporada: Dubrovnik                                                                                               |
| Czech Airlines                                                  | de temporada: Praga                                                                                                   |
| Delta Air Lines                                                 | Nova York-JFK de temporada: Atlanta                                                                                   |
| Eagles Airlines                                                 | Cagliari, Catania, Lamezia Terme, Olbia, París-Charles de Gaulle, Reggio Calabria, Pristina                           |
| EasyJet                                                         | Berlín-Schönefeld, Eivissa, Lió, Londres-Gatwick, Madrid, Nàpols, París-Charles de Gaulle, París-Orly, Roma-Fiumicino |
| EasyJet Switzerland                                             | Basel/Mulhouse |
| Emirates                                                        | Dubai |
| Finnair                                                         | de temporada: Helsinki                                                                                                |
| Iberia                                                          | Madrid |
| Jet2.com                                                        | Leeds/Bradford, Edinburgh, Manchester                                                                                 |
| Jet4you                                                         | Casablanca |
| KLM                                                             | Amsterdam |
| Lufthansa                                                       | Frankfurt, Múnic |
| Lufthansa Regional operat per Air Dolomiti                      | Munic |
| Lufthansa Regional operat per Lufthansa CityLine                | Düsseldorf |
| Luxair                                                          | de temporada: Luxembourg                                                                                              |
| Meridiana                                                       | Cagliari, Naples, Olbia, Sharm el-Sheikh                                                                              |
| Norwegian Air Shuttle                                           | Copenhagen de temporada: Oslo-Gardermoen                                                                              |
| Qatar Airways                                                   | Doha |
| Scandinavian Airlines                                           | Copenhagen |
| Swiss International Airlines operat per Swiss European Airlines | Zuric |
| TAP Portugal                                                    | Lisboa |
| Thomson Airways                                                 | de temporada: Londres-Gatwick, Manchester                                                                             |
| Tunisair                                                        | Tunis |
| Turkish Airlines                                                | Istanbul-Atatürk |
| Vueling Airlines                                                | Barcelona, Madrid, Palma, Tolosa                                                                                      |
| XL Airways France                                               | Nantes, París-Charles de Gaulle, Tolosa                                                                               |